# Praia da Ilhota

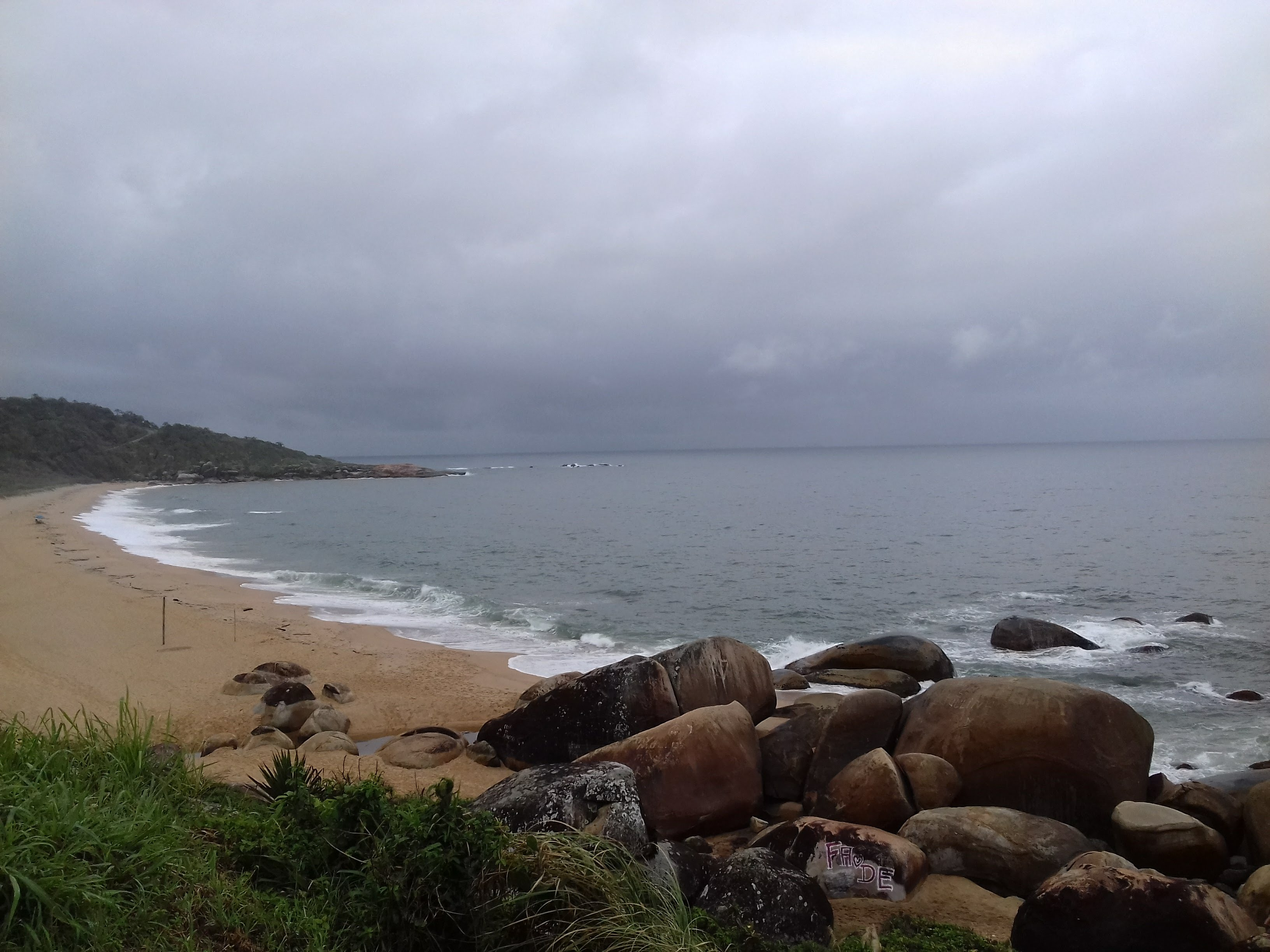
Vista da Praia de Ilhota, localizada em Santa Catarina.

A Praia da Ilhota é uma praia localizada na cidade de Itapema, no estado brasileiro de Santa Catarina. Apresenta como sua fundamental característica as opções gastronômicas relativas à venda de frutos do mar. Além disso, a Praia da Ilhota torna-se responsável por abrigar a maior parte dos praticantes de surfe da região, visto que os 766 m da praia abrigam águas cristalinas. Também observa-se a presença de um campo de golfe à beira-mar.

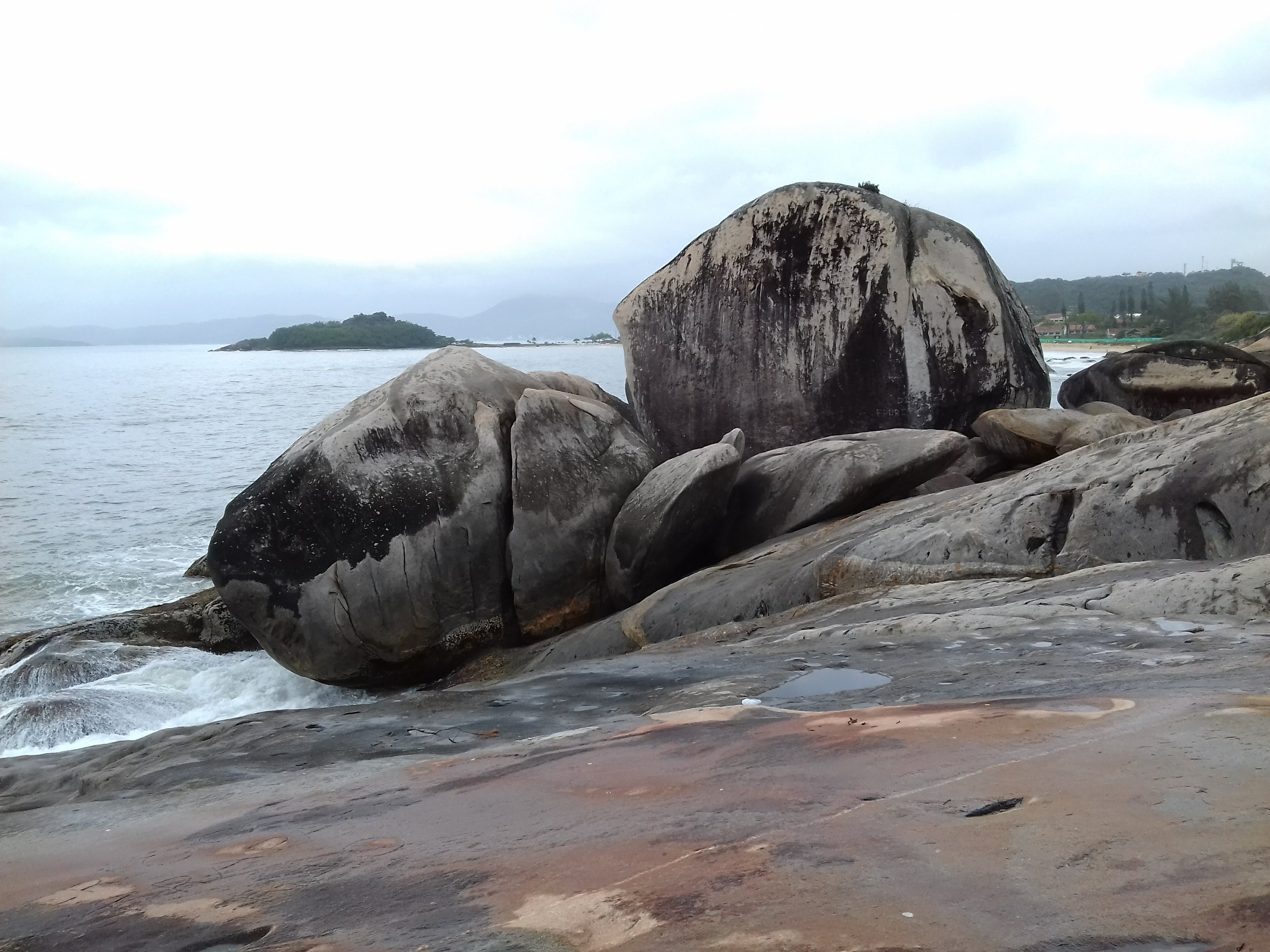
Praia de Ilhota (SC)

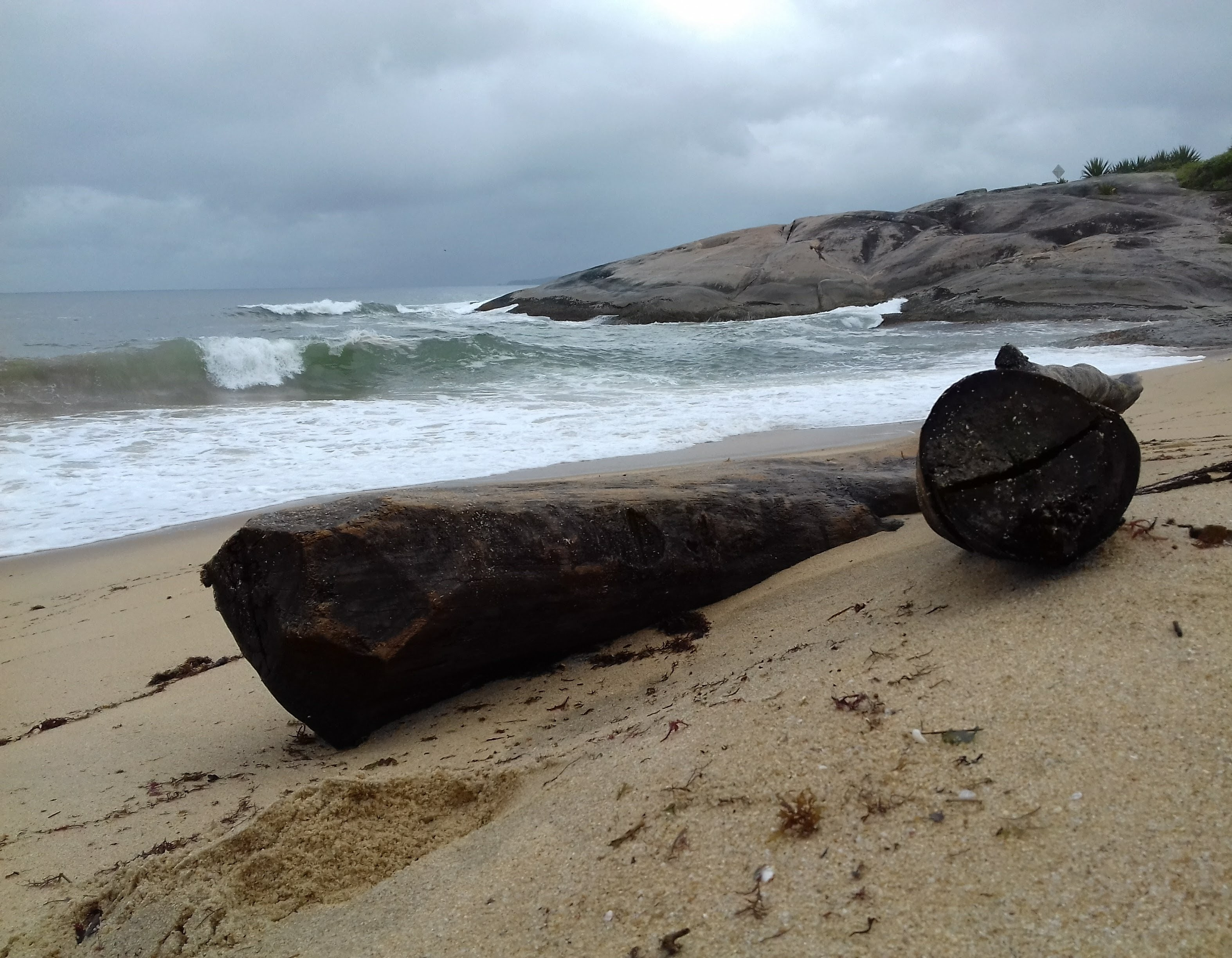
Praia de Ilhota (SC), natureza

Praia tranquila de mediana extensão é conhecida como um dos refúgios de Itapema. Pouco explorada, conserva seu visual simples, além de suas belezas naturais. Costuma receber um bom número de visitantes no verão, que encontram aqui uma ótima opção para relaxar e tomar um delicioso banho de mar. Conta com uma boa faixa de areia dourada e grossa, o mar é levemente agitado, de águas cristalinas, que formam algumas ondas quando venta. É uma boa opção para o banho e a prática de alguns esportes náuticos. Essa praia conta com moderada infraestrutura, mas uma boa opção é levar alimentos e bebidas, para que não aconteça nenhum imprevisto. Por ser uma praia tranquila, os visitantes aproveitam para relaxar e repor as energias.
A Praia da Ilhota é uma praia com águas cristalinas e ondas fortes, vinda de mar aberto, ideal para a prática de Surf. A Praia é reconhecida pelas boas opções gastronômicas oferecidas à beira mar. O acesso é pela BR-101 logo após o posto da Polícia Rodoviária Federal (PRF) no sentido norte. Mais ao sul no início da Praia, a formação rochosa na divisa com a Praia do Plaza - Itapema Hotel que permite uma linda vista das duas praias.